# Arsites (príncep)
Arsites (en persa *Arsita, en babiloni Ar-ri-šit-tu) va ser un príncep aquemènida, fill d'Artaxerxes I de Pèrsia i d'una concubina babilònica anomenada Cosmartidene. El seu nom era probablement diminutiu d'Arsames (Aršan = heroi).
Arsites es va rebel·lar i es va oposar a l'elecció del seu germà Darios II de Pèrsia com a rei l'any 423 aC i va tenir el suport del príncep Artifi, fill de Megabazos. Es va valer de mercenaris grecs de Milet que per primer cop van intervenir en els afers dinàstics perses. La rebel·lió es va iniciar probablement a Síria, i els rebels van guanyar dues batalles però van perdre la tercera. El rei va subornar als mercenaris i van desertar i sense forces sota el seu comandament els rebels es van haver de rendir i van morir executats, segons diu Ctèsies de Cnidos. Documents de Babilònia esmenten un príncep de nom Arrišittu, i testimonien que encara era viu el 417 aC. Probablement era el mateix personatge, i se suposa que o bé la rebel·lió va ser més llarga que el que caldria esperar o bé que després de rendir-se no va ser executat fins al cap d'un temps.